# Metafyzika (Aristotelés)
Metafyzika (řecky: τὰ μετὰ τὰ φυσικά, latinsky: Metaphysica) je řecky psaný spis starořeckého filozofa Aristotela. Dílo je kompilací různých textů pojednávajících o abstraktních tématech, zejména teorii podstaty (substance, ousia), různých druzích příčinnosti, formě a hmotě (hylémorfismus), existenci matematických objektů a kosmu, které dohromady tvoří velkou část odvětví filozofie později známého jako metafyzika, jež získala název právě podle Aristotelovy knihy, ačkoli její název neměl označovat žádný "svět za světem fyzikálním", jak se často soudí, ale sděloval jen prostou informaci, že "tyto knihy chronologicky následují v Aristotelově díle za těmi o fyzice"; tento název knize navíc nedal sám Aristotelés, ale Andronikos z Rhodu, který jeho dílo později uspořádával. Pro označení oblasti, jíž se v textu zabývá, sám Aristotelés volil označení "první filozofie". Někteří badatelé soudí, že nešlo v zásadě o knihu, ale Aristotelovy poznámky k přednáškám. Poukazem k tomu je značná zhuštěnost textu. Pořadí, ve kterém byly texty napsány, není známo. Jejich pořadí určili pozdější editoři a označili je čtrnácti písmeny řecké abecedy (alfa až nu). Není známo, kdy autor knihu napsal, a nelze to patrně ani určit, neboť mnozí odborníci soudí, že jednotlivé texty knihy pocházejí z různých období Aristotelova života (žil 384 př. n. l. až 322 př. n. l.). Dílo mělo mimořádný vliv v dějinách evropského myšlení. Stalo se nejuznávanějším Aristotelovým dílem pro středověkou scholastiku (slavné komentáře napsali Albert Veliký, Tomáš Akvinský či Jan Duns Scotus). Ovlivnilo ale i muslimskou (Al-Fárábí, Averroes) či židovskou filozofii, kde se zprostředkovávajícím článkem stal zvláště Maimonides. Jeho Průvodce zmatených je v podstatě důkazem slučitelnosti aristotelské metafyziky s biblickým zjevením. Že Židé měli o toto dílo mimořádný zájem dokazuje, že Themistiův epitom (výtah) se dochoval jen v hebrejském překladu.